# Diaphus anderseni
Diaphus anderseni är en fiskart som beskrevs av Tåning 1932. Diaphus anderseni ingår i släktet Diaphus och familjen prickfiskar. Inga underarter finns listade i Catalogue of Life.